# Hermann Göck
Hermann Göck (* 11. April 1913 in Hahnenkamp bei Elmshorn; † 21. August 1998 in Neubrandenburg) war ein deutscher Politiker (SED) und Widerstandskämpfer gegen das NS-Regime.

## Leben
Göck wurde als Sohn eines Schlossers geboren. Er erlernte wie sein Vater den Beruf des Schlossers. Darüber hinaus war er auch als Maschinenbauer und Dreher tätig. 1930 trat er dem Kommunistischen Jugendverband Deutschlands und dem Deutschen Metallarbeiter-Verband bei. 
Nach der „Machtergreifung“ der Nationalsozialisten beteiligte sich Göck am kommunistischen Widerstand. Im Dezember 1934 wurde er verhaftet und gemeinsam mit Reinhold Jürgensen ins KZ Fuhlsbüttel verschleppt. Im „Prozess gegen Offenborn und andere“ wurde Göck wegen „Vorbereitung zum Hochverrat“ zu drei Jahren Zuchthaus verurteilt. Die Strafe verbüßte er in Fuhlsbüttel sowie in den Lagern Esterwegen und Aschendorfermoor. Nach seiner Entlassung im Dezember 1937 wurde er unter Polizeiaufsicht gestellt. Sein Vater Georg Göck (* 1883) war Mitglied der KPD und wurde im selben Prozess zu zwei Jahren Zuchthaus verurteilt. Er starb 1945 an den Haftfolgen. Georg und Hermann Göck waren zeitweise zusammen im KZ Esterwegen inhaftiert.
1945 trat Hermann Göck der KPD bei und wurde 1946 Mitglied der SED. Er übte verschiedene staatliche und diplomatische Funktionen aus: Er war unter anderem stellvertretender Bürgermeister von Hagenow und wurde 1948 Landrat in Neubrandenburg. Anfang der 1950er Jahre war er Erster Sekretär der Gesandtschaft der DDR in Rumänien. Göck absolvierte ein Fernstudium, das er als Diplomjurist abschloss. 
Von 1955 bis 1959 war er Sekretär und dann von 1959 bis 1962 Erster stellvertretender Vorsitzender des Rates des Bezirks Neubrandenburg. Von 1955 bis 1963 war er auch Abgeordneter des Bezirkstages. Ab 1962 war er Mitglied und von 1964 bis Februar 1974 Vorsitzender der Bezirksrevisionskommission der SED. Anschließend war Göck von Februar 1974 bis 1989 Mitglied der SED-Bezirksleitung Neubrandenburg und dort Vorsitzender der Kommission zur Betreuung alter verdienter Parteimitglieder. Gleichzeitig fungierte er von 1974 bis 1989 als Mitglied der Zentralleitung und als Bezirksvorsitzender des Komitees der antifaschistischen Widerstandskämpfer.

## Auszeichnungen
- Medaille für Kämpfer gegen den Faschismus 1933 bis 1945 (1958)
- Vaterländischer Verdienstorden in Bronze (1959) und in Gold (1973)
- Fritz-Heckert-Medaille (1963)
- Ehrenspange zum Vaterländischen Verdienstorden in Gold (1978)
- Artur-Becker-Medaille in Gold (1979)
- Karl-Marx-Orden (1983)